# 京極夏彦ラジオドラマ 『百器徒然袋』
京極夏彦ラジオドラマ「百器徒然袋」（きょうごくなつひこ・ラジオドラマ・ひゃっきつれづれぶくろ）は、ABCラジオ（朝日放送）をキーステーションに2006年10月～2007年3月に放送されたラジオドラマである。
同番組は、人気作家京極夏彦が1950年代の第二次世界大戦後の東京を舞台に、元子爵の息子「探偵・榎木津礼二郎」と古本屋の店主「京極堂」が様々なミステリーに挑戦する同名小説「雨」「風」の2部作をラジオドラマにしたものである。

## 出演者
- 榎木津礼二郎：佐々木蔵之介
- 益田龍一：石井正則（アリtoキリギリス）
- 僕（本島俊夫）：田口浩正
- 京極堂：髙嶋政宏
- 案内人：夏木マリ

### 「鳴釜」
- 早苗：山崎和佳奈
- 篠村精一郎：辻村真人
- 金ちゃん：梅津栄
- 鳥口：島田敏
- 櫻井十蔵：佐藤正治

### 「瓶長」
- 木場修太郎：ゴルゴ松本（TIM）
- 今川雅澄：斎藤洋介
- 雲井孫吉：蟷螂襲

### 「山颪」
- 関口巽：上杉祥三
- 常信：掛川裕彦
- 布施山人：青野武

### 「五徳猫」
- 奈美木セツ：大路恵美

- 梶野美津子：久川綾
- 沼上：塩屋浩三
- 小池英恵：野村真美

### 「雲外鏡」
- 神無月鏡太郎：関秀人

### 「面霊気」
- 羽田隆三：妹尾和夫
- 榎木津幹麿：京極夏彦

## スタッフ
- 脚本・演出：橋本祐子
- 音楽：福島祐子

## ネット局

### 同時放送（日曜21:00 - 21:30）
- 大阪・ABCラジオ
- 東京・ニッポン放送
- 北海道・STVラジオ
- 宮城・TBC東北放送
- 愛知・東海ラジオ
- 広島・RCC中国放送
- 福岡・KBC九州朝日放送
- 新潟・BSN新潟放送
- 山梨・YBS山梨放送

### 時差放送
- IBS茨城放送　毎週金曜21:30 - 22:00
- RKK熊本放送　毎週日曜10:00 - 10:30
- OBS大分放送　毎週土曜16:10 - 16:40

※キー局10月22日分はプロ野球日本シリーズの実況中継の関係上休止になる局と裏送りで番外編を放送する局とに分かれる。また、12月24日分はニッポン放送・STVラジオ・KBCラジオなどが「ラジオ・チャリティー・ミュージックソン」最優先の番組編成となるため12月31日に放送枠を振り替えて2週分放送する予定である。さらにニッポン放送はこれに加えて12月17日放送分が聴取率調査週間による特別番組編成で12月31日に3週分をまとめて放送する事態になってしまった。今後、2007年のプロ野球開幕週まで食い込む可能性があり心配をしているリスナーが多い（最終回放送日は東海ラジオが3月25日、ニッポン放送は2月24日以降の放送分が基幹局より1週ずつ遅れて放送しているため4月1日）。

### 協賛
- 新光証券
- 講談社

## CDブック
京極夏彦原作『ラジオドラマ百器徒然袋』CDブック ISBN 978-4-06-214359-2
朝日放送の公式ショッピングサイトにて販売（既に販売終了）。なお、現在プレミアが付いており定価での購入はほぼ不可能に近い。